# Modèle de qualité de l'air
 (novembre 2023).
Si vous disposez d'ouvrages ou d'articles de référence ou si vous connaissez des sites web de qualité traitant du thème abordé ici, merci de compléter l'article en donnant les références utiles à sa vérifiabilité et en les liant à la section « Notes et références ».
Un modèle de qualité de l'air est un modèle mathématique calculant les variations de concentration de différents polluants atmosphériques pour une région donnée en simulant les processus physiques et chimiques de l'atmosphère.

## Méthodes de modélisation
On distingue 4 méthodes de modélisation : 
- simulation de la qualité de l'air
- prévision de la qualité de l'air
- méthodes statistiques classiques
- méthodes de cartographie par interpolation.